# Ponzianiho hra
Ponzianiho hra (ECO C44) je šachové zahájení otevřených her. Je charakterizováno tahy
1. e4 e5 2. Jf3 Jc6 3. c3
Patří mezi jedno z nejstarších zahájení. Tahem 3. c3 bílý připravuje obsazení středu pěšci. Protože ale tato příprava stojí tempo, může černý získat při správné reakci protihru. Na nejvyšší úrovni se dnes nevyskytuje.

## Historie
První zmínka o zahájení se objevila již v Göttingenském rukopise. Zahájení analyzoval v 18. století Domenico Lorenzo Ponziani, po němž nese název. V 19. století tak hrával Howard Staunton.

## Varianty
1.e4 e5 2. Jf3 Jc6 3. c3
- 3... Jge7 4. Sc4! s aktivnější pozicí bílého
- 3... f5!? ostrý výpad 4. d4 fxe4 5. Jxe5 Jf6 (5... Df6?! 6. Jg4 Dg6 7. Sf4 d6 8. Je3 s převahou bílého) 6. Sg5 d6! s protihrou
- 3... d5 okamžitý protiúder v centru, kterým chce černý strhnout iniciativu na svou stranu
  - 4. Sb5 dxe4 (4... Dd6 5. exd5 Dxd5 6. De2 je lepší pro bílého) 5. Je5 a zde se černý může rozhodnout mezi
    - 5... Dd5 6. Da4 Jge7 7.f4
    - 5... Dg5 6. Da4 Dxg2 7. Sxc6 + bxc6 8. Dxc6+ Kd8 s komplikacemi

  - 4. Da4 zde má černý na výběř řadu možností
    - 4... f6 5. Sb5 Jge7 6. exd5 Dxd5 7. d4 s nejasnou situací
    - 4... Jf6!? 5. Jxe5 Sd6! 6. Jxc6 bxc6 s kompenzací černého
    - 4... Dd6 5. d4 Sd7 a nyní si bílý může vybrat mezi 6. Sb5 exd4 7. 0-0 0-0-0 8. cxd4 s nejasnou hrou a mezi 6. Db3 exd4 7. exd5 Ja5 8.Dd1 s rovnovážnou situací
    - 4... Sd7 5. exd5 Jd4 6. Dd1 Jxf3+ 7. Dxf3 Jf6 a černý má za pěšce kompenzaci
- 3... Jf6 4. d4
  - 4... d5 5. Sb5 s aktivní pozicí bílého
  - 4... exd4 přechází do jedné z variant odmítnutého Göringova gambitu kde po 5. e5 Jd5 je hra nejasná
  - 4... Jxe4 hlavní pokračování 5. d5 (5. dxe5 d5 s dobrou hrou černého) a nyní má černý několik možností
    - 5... Sc5 odvážná oběť 6. dxc6 Sxf2+ 7. Ke2 bxc6 s kompenzací za obětovanou figuru
    - 5... Je7 6. Jxe5 Jg6 a nyní může bílý zvolit 7. Df3 Jf6! 8. Jxg6 fxg6!? s nejasnou hrou nebo 7. Dd4 Df6 (nebo 7...De7) 8. Dxe4 Dxe5 s rovnou hrou
    - 5... Jb8 7. Jxe5 (7. Sd3 Jc5 8. Jxe5 Jxd3+ 9. Jxd3 s rovnou hrou) 7... De7 8. Dd4 a černý si může vybrat mezi 8...Jd6 s nejasnou hrou a 8... d6 9. Dxe4 Dxe5 s vyrovnanou hrou